# Prima che sia notte (film)
Prima che sia notte (Before Night Falls) è un film del 2000 diretto da Julian Schnabel, alla sua seconda esperienza cinematografica.

## Trama
Reinaldo Arenas sin da bambino mostra un grande talento per la poesia. L'avvento della rivoluzione nel 1959 sembra essere estremamente positivo per un giovane che sente emergere in sé l'interesse per il proprio sesso. Ma presto il vento cambia e, dopo aver vinto a vent'anni un premio letterario, nel 1973 viene arrestato perché omosessuale e i suoi lavori vengono confiscati. Nel 1980 Castro autorizza omosessuali, ex carcerati e malati mentali a lasciare Cuba. Tra loro c'è Reinaldo che raggiunge gli Stati Uniti in esilio politico, ma le sue difficoltà non sono terminate.

## Produzione
Il film ha per protagonista Javier Bardem nel ruolo del poeta e romanziere cubano Reinaldo Arenas. Tratta dall'autobiografia postuma del protagonista, Antes que anochezca (1992), alla pellicola, che ha fatto incetta di premi internazionali, partecipano in ruoli secondari anche Johnny Depp (che occupa due ruoli, ossia quello dell'omosessuale in carcere e quello del tenente) e Sean Penn.

## Riconoscimenti
- 2001 - Premio Oscar
  - Candidatura al miglior attore a Javier Bardem
- 2000 - Mostra internazionale d'arte cinematografica
  - Leone d'argento
  - Miglior interpretazione maschile a Javier Bardem
- 2000 - National Board of Review
  - Miglior attore a Javier Bardem
- 2001 - Independent Spirit Award
  - Miglior attore protagonista a Javier Bardem

## Curiosità
Nel film sono ricorrenti delle considerazioni del protagonista rivolgendosi alla macchina da presa come in un'intervista. Lo scrittore, tra queste, enumera una personale classificazione tipologica del mondo omosessuale:
- del "primo tipo": gli omosessuali "che si fanno prendere per il collo", troppo visibili e soggetti ad avere noie con la collettività;
- del "secondo tipo": quelli "normali", "che non rischiano e che vivono con altri omosessuali";
- del "terzo tipo": quelli "nascosti", coloro che disconoscono o celano a loro stessi la propria condizione, conducendo spesso una vita familiare ordinaria, pur avendo incontri sporadici con persone dello stesso sesso e "che censurano gli altri omosessuali";
- del "quarto tipo": quelli "regali", gli omosessuali altolocati, considerati intoccabili e che vivono indisturbati.